# IBM 어워드
IBM 어워드(영어: IBM Award)는 1983~1984시즌부터 2001~2002시즌까지 NBA에서 주어졌던 상이다.
IBM 어워드는 원래 피벗 플레이어 어워드(영어: Pivotal Player Award)로 명명되었으며 쉬크 면도기 회사(영어: Schick razor company)의 후원을 받았다.

## 수상자 목록
| 시즌      | 수상자          | 소속 팀                 |
| --------- | --------------- | ----------------------- |
| 1983~1984 | 매직 존슨       | 로스앤젤레스 레이커스   |
| 1984~1985 | 마이클 조던     | 시카고 불스             |
| 1985~1986 | 찰스 바클리     | 필라델피아 세븐티식서스 |
| 1986~1987 | 찰스 바클리     | 필라델피아 세븐티식서스 |
| 1987~1988 | 찰스 바클리     | 필라델피아 세븐티식서스 |
| 1988~1989 | 마이클 조던     | 시카고 불스             |
| 1989~1990 | 데이비드 로빈슨 | 샌안토니오 스퍼스       |
| 1990~1991 | 데이비드 로빈슨 | 샌안토니오 스퍼스       |
| 1991~1992 | 데니스 로드맨   | 디트로이트 피스턴스     |
| 1992~1993 | 하킴 올라주원   | 휴스턴 로키츠           |
| 1993~1994 | 데이비드 로빈슨 | 샌안토니오 스퍼스       |
| 1994~1995 | 데이비드 로빈슨 | 샌안토니오 스퍼스       |
| 1995~1996 | 데이비드 로빈슨 | 샌안토니오 스퍼스       |
| 1996~1997 | 그랜드 힐       | 디트로이트 피스턴스     |
| 1997~1998 | 칼 말론         | 유타 재즈               |
| 1998~1999 | 디켐베 무톰보   | 애틀랜타 호크스         |
| 1999~2000 | 샤킬 오닐       | 로스앤젤레스 레이커스   |
| 2000~2001 | 샤킬 오닐       | 로스앤젤레스 레이커스   |
| 2001~2002 | 팀 던컨         | 샌안토니오 스퍼스       |